# 2 Pułk Pograniczny NKWD
2 Pułk Pograniczny NKWD (2-й пограничный полк) – jeden z pułków pogranicznych w składzie 64 Zbiorczej Dywizji Wojsk Wewnętrznych Ludowego Komisariatu Spraw Wewnętrznych ZSRR.

## Historia
Jego zadaniem była walka z oddziałami Armii Krajowej i innych polskich organizacji niepodległościowych.
Skład pułku dnia 20 października 1944 wyglądał następująco:
- sztab pułku – Piaski k. Lublina
- 1 batalion strzelecki – Kraśnik
- 2 batalion strzelecki – Piaski k. Lublina
- 3 batalion strzelecki – Budzyń

17 stycznia 1945 2 Pułk Pograniczny razem z oddziałami LWP i Armii Czerwonej a także dwoma batalionami 38 Pułku Pogranicznego wkroczył do „wyzwolonej” Warszawy, o czym 2 dni później Ławrentija Berię informował sam Iwan Sierow.
Rozkazem p.o. zastępcy Ludowego Komisarza NKWD ZSRR gen. letn. Stachanowa i p.o. szefa Głównego Zarządu Wojsk Wewnętrznych NKWD gen. mjra Skorodumowa z dnia 3 lutego 1945 nr 31192 2 Pułk Pograniczny otrzymał zadanie ochrony Rządu Polskiego, które powierzono jej 2 Batalionowi Strzeleckiemu, m.in. w kompleksie budynków Dyrekcji Kolei Państwowych w Warszawie przy ul. Wileńskiej 2-4. W związku z tym sztab pułku przedyslokowano z Włoch na Pragę. Jednocześnie batalion ochraniał ówczesną siedzibę, położoną vis á vis rządu, Ambasady ZSRR przy ul. Wileńskiej 13 (1945-1946), określaną w rozkazie „radzieckim przedstawicielstwem przy Rządzie Polskim”.